# Mestre Robert
El mestre Robert és l'autor del receptari català medieval Llibre del Coch, el primer llibre de cuina del món imprès, que es va usar a la baixa edat mitjana i al renaixement a la Corona d'Aragó i a una part del renaixement, la traducció al castellà, a Castella. Diversos autors es refereixen a ell com a mestre Robert o bé com a Robert de Noia o Rupert de Nola, per a parlar de qui va escriure aquest llibre.
Era, segurament, nadiu de Catalunya i va escriure el llibre abans de 1491, ja que no coneix les modificacions de menjars prohibits que va fer l'Església aquell any ni fa cap menció a cap aliment o contacte amb Amèrica. Se sap que va ser el cuiner del rei Ferran I de Nàpols (1423–1494), i per això es diu de Nola, localitat propera a Nàpols. Era membre de la cort del fill i hereu d’Alfons el Magnànim.